# José da Silva Carvalho

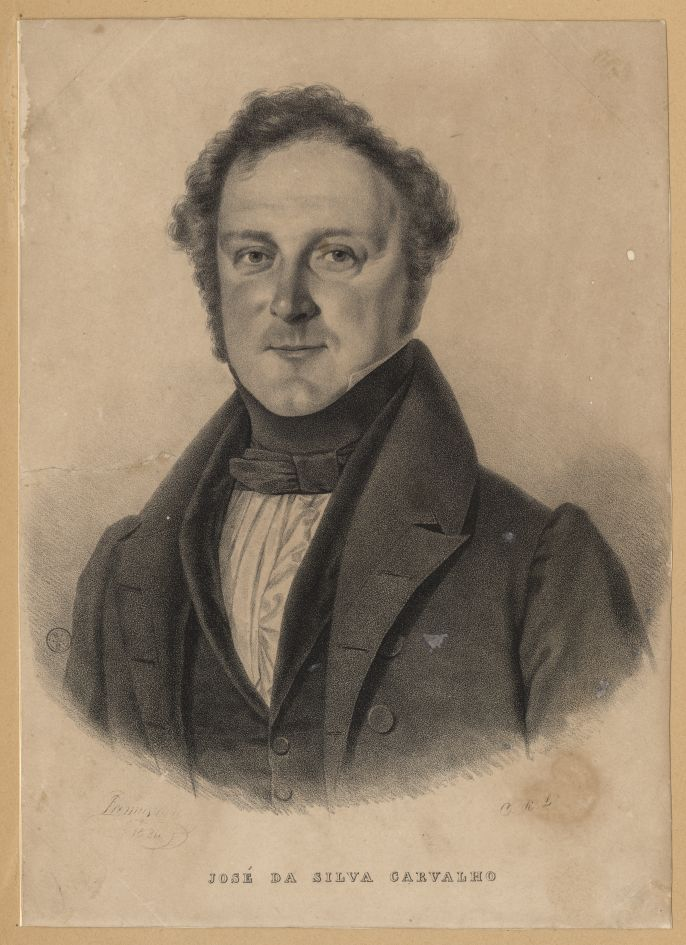
Silva Carvalho en 1834.Gravure d'époque.

José da Silva Carvalho (Santa Comba Dão, 19 décembre 1782 - Santa Isabel, 5 septembre 1856) est un homme politique portugais.

## Biographie
Il participe en 1820 à la révolution d'Oporto et est nommé membre de la régence provisoire. Ministre de la justice de Jean VI, la contre-révolution l'oblige à se réfugier en Angleterre (1823). Revenu à l’avènement de Pierre Ier, il doit encore s'enfuir au moment de l'usurpation de don Miguel. Il déploie alors une grande activité pour rétablir Pierre.
Premier ministre (1833-1836), il rentre au conseil d’État en 1842.

## Distinctions
- Grand-croix de l'ordre de Sant'Iago de l'Épée